# Le Désespoir du singe

Le Désespoir du singe est une série de bande dessinée.
- Scénario : Jean-Philippe Peyraud
- Dessins : Alfred
- Couleurs : Delph

## Albums
- Tome 1 : La Nuit des lucioles (2006)
- Tome 2 : Le Désert d'épaves (2007)
- Tome 3 : Le Dernier Vœu (2011)

## Publication

### Éditeurs
- Delcourt (Collection Conquistador) : Tomes 1 et 2 (première édition des tomes 1 et 2).